# Zell (kanton Zurych)
Zell – miejscowość i gmina (Politische Gemeinde) w północnej Szwajcarii, w kantonie Zurych, w okręgu (Bezirk) Winterthur. Leży nad rzeką Töss. 

## Demografia
W Zell mieszka 6440 osób. W 2021 roku 21,6% populacji gminy stanowiły osoby urodzone poza Szwajcarią.

## Transport
Przez teren gminy przebiega droga główna nr 15.